# Posti Group
A Posti Group egy finn vállalat, amely négy üzletágból áll: Postal Services (Postai szolgáltatások), Parcel and Logistics Services (Csomagküldő és logisztikai szolgáltatások), Itella Russia és OpusCapita. A Finn Köztársaság a vállalat részvényeinek kizárólagos tulajdonosa. A Posti Oy általános szolgáltatói kötelezettségekkel rendelkezik, ami többek között magában foglalja a levelek és csomagok szállítását munkanapokon Finnország községeibe.
A Posti nettó árbevétele 2013-ban elérte az 1,977 millió eurót. A Posti ügyfeleinek kiszolgálásáról 26 000 alkalmazott gondoskodik.
A Posti közel négyszáz éves múltra tekint vissza. A nettó árbevétel körülbelül 96%-a származik vállalati ügyfelektől és szervezetektől. A kulcsfontosságú iparágak melyeket a vállalat kiszolgál a kereskedelmi, valamint a szolgáltatási szektor, és a média. A Posten Åland az Åland-szigetek független postai szolgáltatója.
A Posti székhelye Helsinkiben, a Pohjois-Pasila körzetben található. A Posti tevékenységei négy üzletágba szerveződnek. A csoport élén President & CEO Heikki Malinen[2] és Arto Hiltunen, az igazgatótanács elnökei állnak. A 2013-as évben a csoport átlagban 27 253 személyt foglalkoztatott. A vállalat tevékenysége tizenegy országra terjed ki, amelyek: Lettország, Litvánia, Norvégia, Lengyelország, Svédország, Németország, Szlovákia, Finnország, Dánia, Oroszország és Észtország.

## Az Itella a következő országokban működik
- Lettország: Itella Information A/S és Itella Information A/S
- Litvánia: Itella Information A/S és UAB Itella Logistics
- Norvégia: Itella Information AS és Itella Logistics AS
- Lengyelország: Itella Information sp. z o.o.
- Svédország: Itella Information AB Archiválva 2010. augusztus 11-i dátummal a Wayback Machine-ben és Itella Logistics AB Archiválva 2010. augusztus 11-i dátummal a Wayback Machine-ben
- Németország: Itella Information GmbH
- Szlovákia: Itella Information s.r.o
- Finnország: Itella Information, Itella Corporation (anyavállalat), Itella Logistics, Logia Software Oy és Itella Customer Relationship Marketing
- Dánia: Itella Information A/S és Itella Logistics A/S
- Oroszország: OOO Itella Information, OOO ItellaNLC és OOO Itella Connexions
- Észtország: Itella Information AS, Itella Logistics OÜ és Logia Estonia OÜ

## Márkák
Az Itella az Itella márkanév alatt szolgálja ki globális vállalati ügyfeleit, illetve Finnországban a Posti márkanevet használja fogyasztói ügyfelei kiszolgálására.

## Cégtörténet
1. 1638. szeptember 6.: Ifjabb Per Brahe kormányzó bevezeti a postai rendszert Finnországban, amely ekkor Svédország része volt.
2. 1811: Létrehozzák az autonóm Finn Nagyhercegség postai rendszer központi adminisztrációját.
3. 1845: Létrehozzák a csomagküldő rendszert.
4. 1856: Bevezetik a bélyeget.
5. 1858: Bevezetik a levelek és újságok otthoni kézbesítését.
6. Az 1860-as évektől: A Posta az első vállalatok egyike, amely nőket alkalmaz.
7. 1927: A Távirat beleolvad a Postába.
8. 1981: A Posta és Távirat nevet módosítják Posta és Telekommunikációra.
9. 1990: A Posta és Telekommunikáció vállalatot közművé alakítják, amelynek pénzügyeit elkülönítik az állami költségvetéstől.
10. 1994: A Posta és Telekommunikáció vállalatot megreformálják, és innentől Suomen PT Group vállalatként működik, amelynek leányvállalata a levélkezelést végző Finland Post Corporation és a telekommunikációért felelős Telecom Finland Oy (később Sonera Oy).
11. 1998: A Suomen PT Groupot felosztják az állam által birtokolt két leányvállalattá, a Finland Post Corporation és a Sonera Oy vállalattá.
12. 2001: A Finland Post Corporation részvénytársasággá válik.
13. 2002: Az információlogisztikai üzletág kiterjeszti működését Németországra, a logisztikai üzletág pedig Észtországra.
14. 2004: Az információlogisztikai üzletág kiterjeszti működését Észtországra, Lettországra és Litvániára.
15. 2005: A logisztikai üzletág kiterjeszti működését Dániára, Lettországra és Litvániára.
16. 2006: A logisztikai üzletág kiterjeszti működését Svédországra és Norvégiára.
17. 2007. június 1.: A vállalat nevét Itella Corporationre módosítják. A módosítást az egyre szerteágazóbb és egyre inkább nemzetközivé váló tevékenységek indokolják.
18. 2008: Az Itella kiterjeszti működését Oroszországra az NLC (National Logistics Company) logisztikai csoport és a Connexions ügyfélkapcsolati marketingkonzultációs cég felvásárlásával. Az Itella kiterjeszti működését Lengyelországra a BusinessPoit S.A. információlogisztikai vállalat felvásárlásával.
19. 2009: Az informatikai üzletág kiterjeszti működését Oroszországra, illetve újabb országokra Közép- és Kelet-Európában. Az új leányvállalat, az Itella IPS Oy (Itella Payment Services) pénzügyi tevékenység folytatására szóló jogosultságot szerez.
20. Itella Bank Ltd. (korábban ItellaIPS Oy) 2012 elején kezdte meg működését. 2013 áprilisában az Itella Corporation eladta részvényeit a Savings Banknak. A bank új neve Savings Banks Ltd.